# Anna Shchaguina
Anna Shchaguina (7 de diciembre de 1991) es una deportista de Rusia que compite en atletismo. Ganó una medalla de oro en el Campeonato Europeo de Atletismo por Naciones de 2015, en la prueba de 1500 m.